# Тростянець (притока Смотрича)
Тростяне́ць — річка в Україні, в межах Ярмолинецького та Городоцького районів Хмельницької області. Ліва притока Смотрича (басейн Дністра).

## Опис
Довжина 32 км, площа водозбірного басейну 204 км². Річка рівнинного типу, місцями з кам'янистим дном і перекатами. Долина вузька і порівняно глибока (в середній та нижній течії). Споруджено декілька ставків. 

## Розташування
Тростянець бере початок на північ від села Верхівці. Тече переважно на південний захід, у пониззі — на південь. Впадає до Смотрича біля південної околиці міста Городок. 

## Притоки
- Річка без назви - права притока. Бере початок на південно-західній околиці села Гвардійське. Тече переважно на південний захід через села Нафтулівку, Ковалівку, Матвійківці й у селі Нове Поріччя впадає в річку Тростянець. Довжина річки 17 км, площа басейну водозбору 54,6 км².[1]